# Cascades de Caraoucou
Les cascades de Caraoucou sont trois chutes d'eau naturelles des Pyrénées, situées dans la vallée de Vicdessos, sur la commune de Val-de-Sos, dans le département français de l'Ariège.

## Hydrologie
Depuis 830 m d'altitude, les trois cascades se succèdent (une petite entrecoupant deux grandes) avec un dénivelé d'environ 120 m, la plus grande ayant 55 m de hauteur. Elles sont alimentées par le ruisseau de Sem, affluent en rive droite du Vicdessos dans le bassin hydrographique de l'Ariège.

## Localisation
Dans l'environnement de la forêt domaniale de Sem entre le hameau d'Arconac au nord et Sem au sud, les cascades sont facilement et rapidement accessibles par un sentier de découverte balisé au départ de la route départementale 8.

## Description
Issu d'un petit bassin versant, le débit peut varier rapidement avec les précipitations et est généralement modeste dès fin juin. Elles peuvent être magnifiées par grand froid lorsque les eaux sont prises par le gel.

## Valorisation touristique et sportive
La descente des cascades est un site de canyoning apprécié pouvant être effectué en une heure.
Le sentier de découverte au départ de la RD 8 au sud du hameau d'Arconac vers Sem et permet de relier différents sites du passé des mines de fer de Rancié. Le palet de Sanson est un bloc erratique proche.